# When We First Met
When We First Met (Brasil: Quando nos Conhecemos ) é um filme americano de comédia romântica  de 2018 dirigido por Ari Sandel e escrito por Brian Duffield. O elenco é composto por  Adam DeVine, Alexandra Daddario, Shelley Hennig, Andrew Bachelor e Robbie Amell. O filme foi lançado pela Netflix em 9 de fevereiro de 2018.

## Sinopse
Noah teve um encontro perfeito com a garota dos seus sonhos , mas é visto apenas como um amigo por ela. Ele passa então os próximos três anos tentando entender o que aconteceu de errado, até que ele tem a inesperada chance de viajar no tempo e alterar a noite e seu destino, mais de uma vez.

## Elenco
- Adam DeVine como Noah Ashby
- Alexandra Daddario como Avery Martin
- Shelley Hennig como Carrie Grey
- Andrew Bachelor como Max
- Robbie Amell como Ethan
- Noureen DeWulf como Margo